# Hylaeus hyperpunctatus
Hylaeus hyperpunctatus är en biart som först beskrevs av Embrik Strand 1909.  Hylaeus hyperpunctatus ingår i släktet citronbin, och familjen korttungebin. Inga underarter finns listade i Catalogue of Life.